# Variatie op Compositie XIII
Variatie op Compositie XIII is een schilderij van de Nederlandse kunstenaar Theo van Doesburg in het Cincinnati Art Museum in Cincinnati.

## Voorstelling

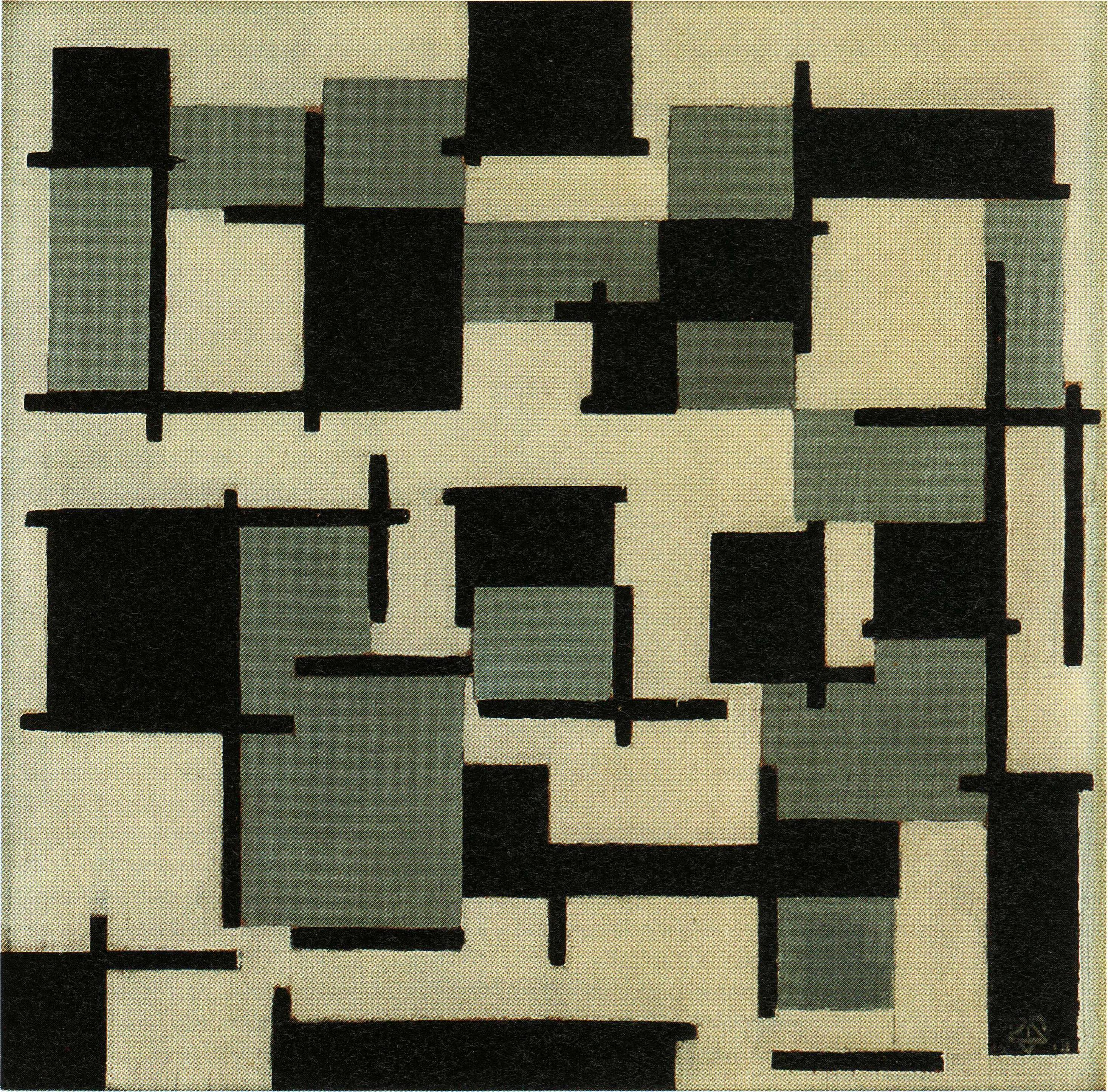
Theo van Doesburg. Compositie XIII. Juni 1918. Amsterdam, Stedelijk Museum Amsterdam.

Het schilderij bestaat uit een min of meer regelmatig patroon van elkaar kruisende, zwarte lijnen. De zo ontstane hoeken zijn op verschillende plaatsen opgevuld met verschillende gradaties rood, blauw en geel. Het is een variatie op het schilderij Compositie XIII, dat Van Doesburg in juni 1918 voltooide. Dit schilderij is op zijn beurt gebaseerd op een stilleven.

## Toeschrijving en datering
Het schilderij is niet gesigneerd of gedateerd. In Van Doesburgs portfolio staat het vermeld als ‘Variatie Comp (1918)’. Vermoedelijk ontstond in oktober van dat jaar. Op 12 oktober 1918 schrijft Van Doesburg aan architect Oud: ‘Ik heb van de week hard geploeterd aan een nieuw schilderijtje’. Op 5 november schrijft hij aan zijn vriend Antony Kok: ‘Ik heb nog een nieuw schilderijtje gemaakt’. Waarschijnlijk gaat het in beide gevallen om Variatie op Compositie XIII.

## Herkomst
In 1947 verzorgde Van Doesburgs weduwe, Nelly van Doesburg, een reizende overzichtstentoonstelling met werk van haar man in de Verenigde Staten. In november van dat jaar deed deze tentoonstelling de stad Cincinnati aan. Het werk werd toen aangekocht door de verzamelaar Mary Elizabeth Johnston, die het na haar dood in 1967 naliet aan het Cincinnati Art Museum.